# IPISD 모델
IPISD(intersevice Procedures for instructional Systems Development)는 1873년 미국 플로리다 주립대학의 수행공학센터는 군사훈련을 지속적으로 향상시키기 위한 과정을 개발한 것이다. Branson(1978)는 교수설계자들이 육군, 공군, 해군에 적용할 수 있는 모듈을 설계했다. 전 미국뿐만 아니라 국방업체에서도 의무적으로 사용하여 군대 및 산업 훈련에 거대한 영향을 끼쳤다.

## 교수 설계로의 체제적 접근
체제적 접근(systems approach)의 핵심은 기획 과정을 단계로 세분화하고, 각 단계를 논리적 순서로 배열하면서 각 단계의 산출물을 다음 단계의 투입물로 사용한다.
체제적 접근은 제2차 세계대전 당시 군대 연구에서 나타난 개념에서 그 기원을 찾아볼 수 있다. 잠수함 사냥에서 생겨난 분석적 기술은 오퍼레이션 리서치라고 불렸으며,
여기에서 필요한 계산을 하기 위해 컴퓨터가 사용되었다. 전쟁이 끝난 후 인간-기계 작동의 분석과 창출, 관리 등에 대한 접근, 즉 체제적 접근은 훈련 자료 및
프로그램의 개발에 적용되었다.
전후 시대 미국의 군대 기관들은 훈련프로그램 개발을 위한 고유의 모델을 개발했는데, 이들 모두가 시스템 분석의 “소프트 사이언스”이며 그 자체가 오퍼레이션
리서치의 파생물인 체제적 접근에 토대를 두고 있다. Alexander Mood(1964)가 교육에 대한 체제적 접근에 대한 초기 학술대회에서 그 특징에 대해 다음과 같이 설명했다.
“체제적 분석은 종종 ‘작동의 분석’과 동일한 의미로 사용되며 현상을 설명하는 수학적 모델을 구축하는 것과 그 모델의 변수 기능을 최적화하는 특정 분석기술을
지칭한다. 체제적 접근은 일반적이고 모호한 생각의 틀로서, 문제나 상황을 그것의 결과, 내부의 상호작용, 외부적 연결, 문맥 상 위치에 대한 통합적 인지와
함께 전체적으로 보는 관점이다.”
군대에서 체제적 접근은 인간-기계 시스템에서 인간적 요소와 기계적 요소를 결합시키는 패러다임으로, 순수한 기계적 사고를 위한 수단으로 간주되었다.
그러나 체제적 접근은 교육공학 분야로 들어올 때에 전문가들에 의한 인간학습의 복잡한 문제에 적용할 수 있는 느슨한 지침으로 인식되었고, 일부 비판자들은
이를 결정적이거나 엄밀히 통제되는 방법론의 종류가 아닌 것으로 간주하였다. Mood(1964)는 같은 프리젠테이션에서 “체제적 접근은 주로 중요 요소를 간과하는
것을 막는 지침 또는 이를 막는 보완 수단으로 간주되고 있다.” “이것은 체제적 접근의 가장 심각한 문제로 인식되며, 체제적 접근은 과학이 아니라 예술임을
강조해야 한다” 라고 주장하였다.

### 교육공학에서의 체제적 접근 진화
체제적 접근의 개념은 1956년 Lake Okoboji에서 열린 지도자 회의에서 교육공학에 처음 도입되었다. 이 연례 회의에서는 이 분야 지도자들이 초청되어 논문을
발표하고, 기조연설자가 토론을 이끌기도 하였는데, 가장 영향력이 컸던 기조연설은 1956년 여름 회의에서 Charles F. Hoban이 연설한 “시청각 커뮤니케이션에
대한 체제적 접근”이었다(Allen, 1960). 이 회의의 관심은 James D . Finn이 그당시 발행한 일련의 논문들과 일치했다(Finn, 1955, 1956a, 1956b).
그들은 함께 체제적 접근의 개념을 뒷받침하는 추진력의 창출을 도왔고, 이는 결국 교육공학 분야의 특징이 되었다.
이런 새로운 생각을 끌어낸 비전은 Philips(1966)에 의해 간결하게 표명되었다.
“체제적 접근은 시작부터 구체적으로 설계된 학습 자원들의 응집된 집합체를 만들어 내고 새로운 교육과정의 시행을 가능하게 만든다”(p.373).
다시 말해, 교사와 학생, 행정관, 보좌관, 시설, 하드웨어, 소프트웨어 전체로서 시스템을 보고 명백한 목표를 위해 전체 프로그램을 설계한다면
교육이 얼마나 더욱 생산적일까 하는 것이었다.
1960년대 체제적 접근은 미국 고등교육의 ID의 저차 모형에서 나타나기 시작했다. Barson(1967)의 교수체제설계 프로젝트는 1961~1965년 미시간
주립대학교와 그 외 세 개 대학교에서 실행되었으며, 영향력 있는 모형과 개발자들을 위한 귀납적 지침을 만들어냈다. 같은 시기 남가주대학교(USC)의
Leonard Silvern(1965)은 체제적 접근을 교육에 적용하는 첫 코스를 제공하기 시작했다. “교수체제설계”는 그의 군대, 항공우주 경험에 토대를 두고 있었다.
그는 후에 설계모형 개발자들에게 영향을 준 상세한 교수설계 절차 모형을 개발하기도 했다.

### IDI 모형
시라큐즈대학교, 미시간주립대학교, 미국국제대학교, 남가주대학교(후에 인디애나대학교도 참가) 등이 참가한 컨소시엄의 이러한 초기활동은
‘Instructional Development Institute(IDI)’로 알려진 합동 프로젝트를 완성시켰다. IDI는 교사들을 위한 교수개발 종합 훈련 프로그램이었는데,
1971~1977년 수백 명의 교사에게 제공되었다. IDI는 인근 대학교의 학부나 대학원생들에 의해 수행되었으므로, 전 미국의 교육공학과나 학생들에게
IDI과정에 대한 개념을 보급시키는데 매우 영향력이 큰 도구가 되었다. 이 모형은 창출과정을 주요 세 단계로 나눈다. (a) 정의 단계로, 풀어야 할
문제와 상황적 제한을 명확히 정의하기 위해 분석하는 단계다. 그리고 계획이 조직되면 (b) 설계 단계로, 이 단계에서는 목표가 구체화되고 그 목표를
달성하기 위한 방식이 결정되고 프로토타입으로 예시가 만들어진다.
그 다음이 (c) 개발 단계로 프로토타입이 실험되고 그 결과를 근거로 수정이 이루어진다. IDI 모형은 프로젝트 관리, 개발의 반복, 프로토타입 실험에
중점을 두는 매우 진보적인 사고다.

### 군대의 ISD 모형
플로리다주립대학교의 ‘수행공학센터’는 1973년 육군 훈련을 향상시키는 절차를 개발하기 위해 미국 국방부에 의해 선정되었다.
ID 절차는 Branson(1978)이 설명한 것처럼 IPISD(Interservice Procedures for Instructional Systems Developmet)라는
육, 해, 공군에 채택된 모형으로 진화했다. [그림 4.2]에서 보듯이 IPISD는 대규모 ID 프로젝트에서의 사용을 위해 계획되었고,
전 미국뿐만 아니라 국방업체에서도 의무적으로 사용했기 때문에 결국 군대 및 산업훈련에 거대한 영향을 미쳤다.
‘ADDIE'의 첫 글자는 [그림 4.2]의 최상위 요소에서 볼 수 있다. 분석, 설계, 개발, 실행, 통제이다. 그 후 ’평가‘가 ’통제‘를 대신해 ADDIE가 생겨났다.

## 특징
- 일정한 목표달성을 위한 수업체제를 구성하기 위해 분석, 설계, 개발, 실행, 질관리로 구성되었다.
- 실행 가능한 매우 세부적으로 구성된 교수설계 모델 중의 하나이다 (Gustafson & Branch, 1997)
- 전 미국뿐만 아니라 국방업체에서도 의무적으로 사용하여 군대 및 산업훈련에 거대한 영향을 끼쳤다.

1) 대규모 교수설계 계획을 위한 수행기반체제이다 (Performance-based instruction)
2) 군대교육을 위해 Branson(1979)에 의해 개발됨
3) 군사 훈련과 산업훈련에 큰 영향을 줌
4) 체제접근 기법(ISD)을 활용한 수업체제개발 모형
5) 세부적으로 구성되어 있어 직접적으로 실행 가능한 모델
6) 일정한 목표달성을 위해 본수거, 설계, 개발, 실행, 질관리의 5단계가 상호 관련되면서 활실하게 구분되어 있음
7) 각 단계들은 일련의 제약 속에서 작동하며 수업체제를 산출하기 위해서 사용됨.
8) 향후 질관리 단계를 평가로 대신하여 ADDIE 모형이 구성됨

## 모델 단계[1]
1. 분석(Analysis)
1)직무분석: 직무의 본질을 파악하여 필요한 지식과 기능 확인
2)과제와 기능의 선택: 직무분석 정보를 활용하여 수업내용 결정
3)직무성취 측정의 구성: 직무수행 여부를 결정하는 표준 결정
4)기존과정 분석: 분석된 직무에 비추어 가장 근접한 성격의 기존 코스 유무 확인
5)수업장면의 선택: 수업의 유형에 따라 상이한 수업자원 결정
2.설계(Design)
1)목표개발: 종착목표와 중간목표 진술
2)검사개발: 개발된 목표와 일치하는 학습자 성취의 측정을 위한 검사 개발
3)출발점 행동 기술: 학습자의 특성을 고려하여 적절한 지점 및 학습방법 선택
4)계열과 구조의 결정: 효과적인 학습을 위한 수업목표 배열
3. 개발(Develop)
1)학습사상 및 학습활동 명세화: 앞 단계에서 결정된 계열과 구조에 학습이론 접목
2)수업운영계획 및 수업실행체제의 명세화: 매체선정, 체제운영계획을 개발하는데 수업의 전 요소를 운영하기 위한 절차 규정
3)기존자료의 검토와 선택: 과정에 대한 자료아 출판물 등을 검토
4)수업개발: 최초의 수업초안 작성
5)수업검증: 개별적인 실행 및 대규모 실행 수행, 개발과정의 핵심을 이루는 단계
4. 질관리(Control)
1)내적평가 실시: 학습자가 목표를 성취하였는지의 여하 확인
2)외적평가 실시: 새로운 직무를 만족스럽게 수행하는지의 여부 확인
3)체제 개정: 내외적 평가에서 수집된 자료를 기초로 수업체제 개정
5. 실행(Implement)
1)수업운영 계획의 실행: 수업을 실행할 수 있는 담당자, 시간, 장소, 설비 등 점검
2)수업실시: 수업을 진행하고 기록을 유지

## 참고 문헌
- Alan Januszewski, Michael Molenda (2009), 한정선, 김영수, 강명희, 정재삼 역, 교육공학 - 정의와 논평-, 교육과학사